# Kelvin Goertzen
Kelvin Goertzen, né le 12 juin 1969 à Winnipeg, est un homme politique manitobain (canadien), premier ministre du Manitoba du 1er septembre au 2 novembre 2021.
Il est député progressiste-conservateur à l'Assemblée législative du Manitoba de la circonscription de Steinbach depuis l'élection du 3 juin 2003.
Il occupe plusieurs responsabilités ministérielles dans le gouvernement manitobain : ministre de l'Éducation de 2018 à 2021, ministre de Affaires législatives et publiques de 2021 à 2022 et ministre de la Justice et procureur général du Manitoba de 2022 à 2023.
Il est également vice-premier ministre du Manitoba à deux reprises, du 3 novembre 2021 au 18 janvier 2022 et du 5 janvier 2021 au 1er septembre 2021, et leader du gouvernement à l'Assemblée de 2018 à 2023.

## Biographie

### Carrière politique
Membre du Parti progressiste-conservateur du Manitoba, il est élu député de l'Assemblée législative du Manitoba représentant la circonscription de Steinbach lors des élections générales manitobaines de 2003. Il y est ensuite réélu lors des élections de 2007, 2011, 2016 et 2019. Le 1er septembre 2021, il est nommé chef du Parti progressiste-conservateur et premier ministre de la province, après la démission de Brian Pallister. À la suite d'élections internes, Heather Stefanson est élue chef du parti, le 30 octobre, avant de lui succéder comme première ministre, le 2 novembre suivant.
Il est réélu lors des élections générales manitobaines de 2023 mais son parti est défait par les néo-démocrates de Wab Kinew qui obtiennent un gouvernement majoritaire.